# Terinos alurgis
Terinos alurgis is een vlinder uit de familie van de Nymphalidae. De wetenschappelijke naam van de soort is voor het eerst geldig gepubliceerd in 1880 door Frederick DuCane Godman & Osbert Salvin.